# Ихаров, Куангали Жумалиевич
Куангали Жумалиевич Ихаров (12.10.1923, с. Нарын, Джангалинский уезд, Букеевская губерния, Киргизская АССР — 25.09.2002, Алма-Ата) — первый казах — командир подводной лодки, капитан первого ранга Военно-морского флота СССР.

## Биография
Окончил Бакинский морской техникум (1941), высшее военно-морское училище в Ленинграде (1946), командирские курсы во Владивостоке (1949).
Боевое крещение получил в морской пехоте во время Великой Отечественной войны в сентябре 1941 года под Севастополем. Принимал участие в боях по обороне Одессы на эсминце «Бодрый», под Новороссийском, Таманью, Керчью, Туапсе, Армавиром, Темрюком. Участвовал в освобождении Заполярья. Куан Ихаров храбро сражался на Малой Земле, где, рискуя своей жизнью, участвовал в спасении людей и в том числе Леонида Брежнева, был награждён им медалью «За отвагу». Закончил войну в Берлине и принял участие в Параде Победы на Красной площади 24 июня 1945 года. Происходит из группы байулы род бериш Младшего жуза.
Ихаров был воином-интернационалистом, участником боевых действий в Восточно-Китайском море на стороне Китая. Награждён Китайским правительством, лично Дэн Сяопином, и получил из его рук высшую боевую награду Китая — медаль Военно-морской доблести. (Дэн Сяопин стал начальником генштаба только в 1974 году, когда никаких советских военных специалистов в КНР уже не было. В 40-х годах награду мог вручить только Мао Цзэдун, но такая информация тоже не доказывается независимыми источниками.) Также был участником Алжиро-французской войны в Средиземном море на стороне Алжира. Подводная лодка «Щука» Ихарова защищала берега Алжира от французских колонизаторов. За это награждён алжирским орденом «За героизм» 1-й степени.
В послевоенные годы служил капитаном подводной лодки «Щука», танкера дальнего плавания «АТ-312». Преподавал в Астраханском военно-морском училище, Калининградском военно-морском училище, Гурьевской школе моряков.
Автор книг «Память сердца», «Глазами очевидца» и автобиографической книги «Матрос из Казахстана».
Награждён орденами Ленина, Красного Знамени, Славы 3-й степени, Красной Звезды, Александра Невского, Отечественной войны 1-й и 2-й степеней. Маршал Советского Союза Г. К. Жуков собственноручно вручил Ихарову орден Суворова (степень?). (Этот орден вручался только сухопутным командирам Красной армии, но не морякам.) Кавалер иностранных орденов Красного Знамени (КНР) (у китайцев нет такого ордена), «За отвагу» 1-й степени (Алжир). Также награждён 18 медалями за героизм на фронте и заслуги в мирной жизни.
На пенсии с 1984 года. Умер 25 сентября 2002 года от сердечной недостаточности.